# Сфінкс (журнал)
Сфінкс — перший у Донбасі літературно-художній журнал. Виходив у Бахмуті у 1912 р.
Видавець - Кашникова Олена Олександрівна.
Вийшло чотири номера журналу.
Обкладинка була виконана у футуристичному стилі А. М. Скориком, світлини - цинкографією виконував В. Довбня.
Журнал починався з поезії. Була також інформація про театральне життя, дописи на  теми моралі, медична реклама, розповідь про місцевого планериста тощо.
Під впливом позитивного прикладу «Сфінкса» у 1916 р. інспектор реального училища статський радник О. Л. Кобалевський у тому ж Бахмуті (на той час знаному культурному центрі Донбасу) випустив 6 номерів учнівського літературного журналу «Проблески».